# Stolnica v Sansepolcru
Stolnica v Sansepolcru (italijansko Duomo di Sansepolcro, uradno sostolnica) je katoliška cerkev v Sansepolcru, Toskana, osrednja Italija, posvečena svetemu Janezu Evangelistu.

## Zgodovina
Po tradiciji temelji stolnice segajo v 9. stoletje, ko sta se dva staroselca, Arcanus in Giles (ali Egidij in Arcan), ki sta bila romarja v Sveti deželi, vrnila in se naselila na tem mestu. Tam sta zgradila kapelo, posvečeno svetemu Leonardu in vzpostavila samostanski način življenja. S seboj sta prinesla kamen iz cerkve svetega groba v Jeruzalemu (torej San Sepolcro), zato je postalo priljubljeno romarsko mesto.
Prva zgodovinska omemba benediktinskega samostana, posvečenega Božjemu grobu in štirim evangelistom, je dokumentirana leta 1012; samostan Sansepolcro. Cerkev je bila zgrajena v letih 1012–1049, prvotno posvečena štirim evangelistom in Svetemu grobu (izhaja iz imena Sansepolcro). Samostan je bil razglašen za nullius (teritorialni samostan). Okoli samostana se je začelo razvijati naselje, ki ga je cesar Konrad II. leta 1038 razglasil za tržno mesto. V 12. stoletju je bil samostan, lastnik številnih nepremičnin po osrednji Italiji, odločen za vključitev v kamaldolski red s sedežem v regiji. Samostanski kapitelj je kmalu (13. stoletje) porušil prvotno kapelo in zgradil veliko cerkev v romanskem slogu, posvečeno sv. Janezu Evangelistu (zavetniku mesta), da bi služila njegovim duhovnim potrebam.
Leta 1520 je bila samostanska skupnost zatrta, samostan nullius pa je Sveti sedež povišal v redno škofijo, za katero je bila samostanska cerkev razglašena za stolnico. Papež Leon X. je ustanovil škofijo Sansepolcro, cerkev pa je postala njegova stolnica; ponovno je bila posvečena mestnemu zavetniku sv. Janezu Evangelistu. Prvi škof, imenovan za vodenje škofije, je bil zadnji opat samostana, Galeotto Graziani, O.Cam. Na mestu nekdanjega samostana in njegovega križnega hodnika stoji škofovska palača škofije s freskami iz 15. stoletja, ki prikazujejo življenje svetega Benedikta, pa tudi grob umetnika Piera della Francesca, rojenega v mestu.
Med letoma 1934 in 1943 so bila izvedena velika restavratorska dela, ki so uničila večino baročnih elementov, ki so bili skozi stoletja dodani prvotni srednjeveški zgradbi. Ponovno so postale vidne freske rimske šole in Bartolomea della Gatta (14.-15. stoletje), dodana pa je bila nova kapela, imenovana Cappella del Volto Santo, v katero je bila postavljena tako imenovana ikona Sveti obraz, ki se je prej nahajala na oltarju. V letih 1966–1967 je bil zgrajen nov kor.
Cerkev je leta 1986 postala sostolnica z združitvijo škofij Arezzo, Sansepolcro in Cortona.

## Opis
Z izjemo območja apside je cerkev ohranila načrt bazilike iz 14. stoletja z glavno in dvema stranskima ladjama. Romanski elementi vključujejo notranje okrogle arkade, kapitele in splošne proporce. Na gotiko (slog, ki je postajal vse bolj razširjen ob gradnji cerkve) bolj vplivata portal fasade in okna zgoraj. Rožno okno je rezultat kasnejše obnove.
Prvotno bi morala cerkev dobiti bolj podolgovato gotsko poligonalno apsido, ki jo je nadomestil zvonik, na katerega so vplivale podobne umbrijske strukture.
Umetniška dela v notranjosti so Nejevernost svetega Tomaža Santija di Tita (1576–1577), freska Križanje Bartolomea della Gatta (1486), Čaščenje pastirjev Duranteja Albertija in pri velikem oltarju poliptih Vstajenje Niccolòja di Segna (ok. 1348). V levi stranski ladji je tako imenovani Sansepolcrov oltar ali Kristusov vnebohod, ki ga je okoli leta 1510 izdelal renesančni mojster Perugino.
Cerkvi je priložena škofovska palača, del prvotnega samostana. Tu so freske iz 16. stoletja, ki prikazujejo življenje svetega Benedikta, pa tudi grob umetnika Piera della Francesca.